# Делурень (Іонешть, Вилча)
Делурень, Делурені (рум. Delureni) — село у повіті Вилча в Румунії. Входить до складу комуни Іонешть.
Село розташоване на відстані 153 км на захід від Бухареста, 31 км на південь від Римніку-Вилчі, 66 км на північний схід від Крайови, 140 км на південний захід від Брашова.

## Населення
За даними перепису населення 2002 року у селі проживала 451 особа, усі — румуни. Усі жителі села рідною мовою назвали румунську.